# Kairos-Film
KAIROS-FILM (eigene Schreibweise in Majuskeln) ist eine in München ansässige Produktionsfirma und wurde 1963 von Alexander Kluge gegründet.
Jene Gründung kann als praktische Umsetzung des Oberhausener Manifestes aus dem Jahr zuvor bezeichnet werden, da sie der neuen Regisseuren-Generation den nötigen finanziellen Rahmen gab, ihren ausgerufenen Neuen Deutschen Film verwirklichen zu können. Neben Kluge gründeten viele der Autorenfilmer ihre eigenen Firmen wie z. B. Volker Schlöndorff gemeinsam mit Reinhard Hauff die „Bioskop-Film“ oder Werner Herzog die „Herzog-Filmproduktion“. Mit Kairos-Film produzierte Kluge die eigenen großen Kinofilme, engagierte sich aber auch schon frühzeitig für seine Idee des „Herausgeber-Fernsehens“. Mit dem Aufkommen der kommerziellen Privatsender in den 80er Jahren strahlt Kluge dort bereits seit 1988 die eigenen dctp-Kulturmagazine aus, die allesamt von Kairos-Film produziert werden: 10 vor 11, News & Stories, Prime-Time/Spätausgabe sowie das Mitternachtsmagazin.
Die erste geförderte Verfilmung war 1964/1965 der Kurz-Dokumentarfilm Porträt einer Bewährung. Der von Kluge selbst stammende Film wurde bei den Westdeutschen Kurzfilmtagen 1965 mit dem Hauptpreis als „Bester Dokumentarfilm“ ausgezeichnet. Zu den größten Erfolgen zählen jedoch Abschied von gestern (u. a. Silberner Löwe bei den Internationalen Filmfestspielen von Venedig 1966), Die Artisten in der Zirkuskuppel: ratlos (u. a. Goldener Löwe bei den Internationalen Filmfestspielen von Venedig 1969) und der Kollektivfilm Deutschland im Herbst (u. a. Deutscher Filmpreis 1978), an dem neben Kluge u. a. Heinrich Böll, Rainer Werner Fassbinder, Edgar Reitz und Volker Schlöndorff mitwirkten.
Der Begriff „kairos“ steht für den flüchtigen, „günstigen Augenblick“ und geht auf einen griechischen Mythos zurück. Im Werk Alexander Kluges stellt er ein Schlüsselmotiv dar.